# Luisendenkmal
Ein Luisendenkmal ist ein Denkmal, das in den meisten Fällen der populären preußischen Königin Luise (1776–1810) gewidmet ist. Vor allem in Regionen, die vor 1945 nicht zu Preußen gehört haben, können mit den Denkmälern auch andere Trägerinnen dieses Vornamens geehrt worden sein. Außer der klassischen Denkmalform mit Standbild, Büste oder Porträtrelief finden sich auch sogenannte Luisentempel oder Ehrungen ohne figürliche Darstellung, z. B. mit Inschriften versehene Gedenksteine.

## Denkmäler
- Luisendenkmal (Auerbach)
- Luisendenkmal (Berlin-Tiergarten)
- Luisendenkmal (Charlottenburg)
- Luisendenkmal (Gransee)
- Königinnendenkmal (Hannover)
- Luisendenkmal (Hildburghausen)
- Königin-Luise-Denkmal (Hohenzieritz)
- Luisendenkmal (Königsberg)
- Luisendenkmal (Magdeburg)
- Luisendenkmal (Mülheim an der Ruhr)
- Luisendenkmal (Nowawes)

- Luisendenkmal (Oliva)
- Luisendenkmal (Paretz)
- Luisendenkmal (Bad Pyrmont)
- Luisendenkmal (Tauerlauken)
- Luisendenkmal (Tilsit)
- Luisendenkmal (Berlin-Weissensee)
- Luisendenkmal (Naumburg)
- Nationaldenkmal 1813/15 in Memel

## Tempel und Gedenksteine
- Luisentempel (Neustrelitz)
- Luisentempel (Dortmund)
- Luisentempel (Alexisbad) (für Luise von Anhalt-Bernburg)
- Luisentempel (Koblenz)
- Luisentempel (Hohenzieritz)
- Luisentempel auf der Pfaueninsel (Berlin-Wannsee)
- Luisenstein (Dramburg)
- Königin-Luise-Gedenktafel (Heiligenstadt)
- Königin-Luise-Gedenkstein (Luisenburg)
- Luisenstein (Bad Pyrmont)
- Königin-Luise-Gedenktafel (Tangermünde)
- Königin-Luise-Obelisk (Ullersdorf)

## Verweise auf andere Formen des Gedenkens
- Königin-Luise-Stiftung
- Königin-Luise-Gedächtniskirche (Berlin)
- Königin-Luise-Gedächtniskirche (Breslau)
- Königin-Luise-Gedächtniskirche in Königsberg
- Königin-Luise-Kirche (Waidmannslust)
- Königin-Luise-Gymnasium in Erfurt
- Königin-Luisen-Schule (Herne)
- Königin-Luise-Schule (Wilhelmshaven)
- Königin-Luise-Brücke
- Königin-Luise-Haus